# Liste des espèces de l'île du Millénaire

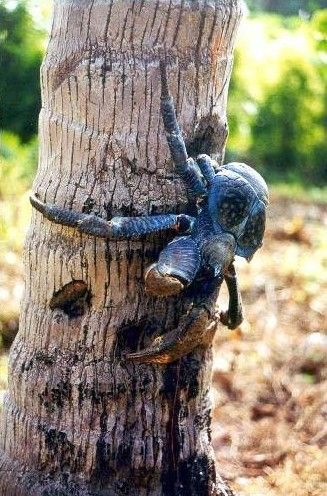
Bien qu'il reste difficile d'affirmer que le crabe de cocotier est une espèce menacée, l'île du Millénaire en abrite une grande population.

L'île du Millénaire, aussi connue sous le nom d'île Caroline, est une île inhabitée de la république des Kiribati et qui, de ce fait, présente un grand intérêt pour la faune et la flore qui peuvent ainsi s'y développer facilement. Malgré quelques changements dus à l'Homme, principalement dans la flore avec l'implantation de cocotiers, l'île semble aujourd'hui s'en être particulièrement bien remise et abrite plusieurs espèces vulnérables, essentiellement des oiseaux. Son état intact lui a par ailleurs valu d'être classée comme patrimoine mondial et réserve de biosphère, elle est notamment considérée comme une des rares îles primitives restantes.

## Flore

### Arbres

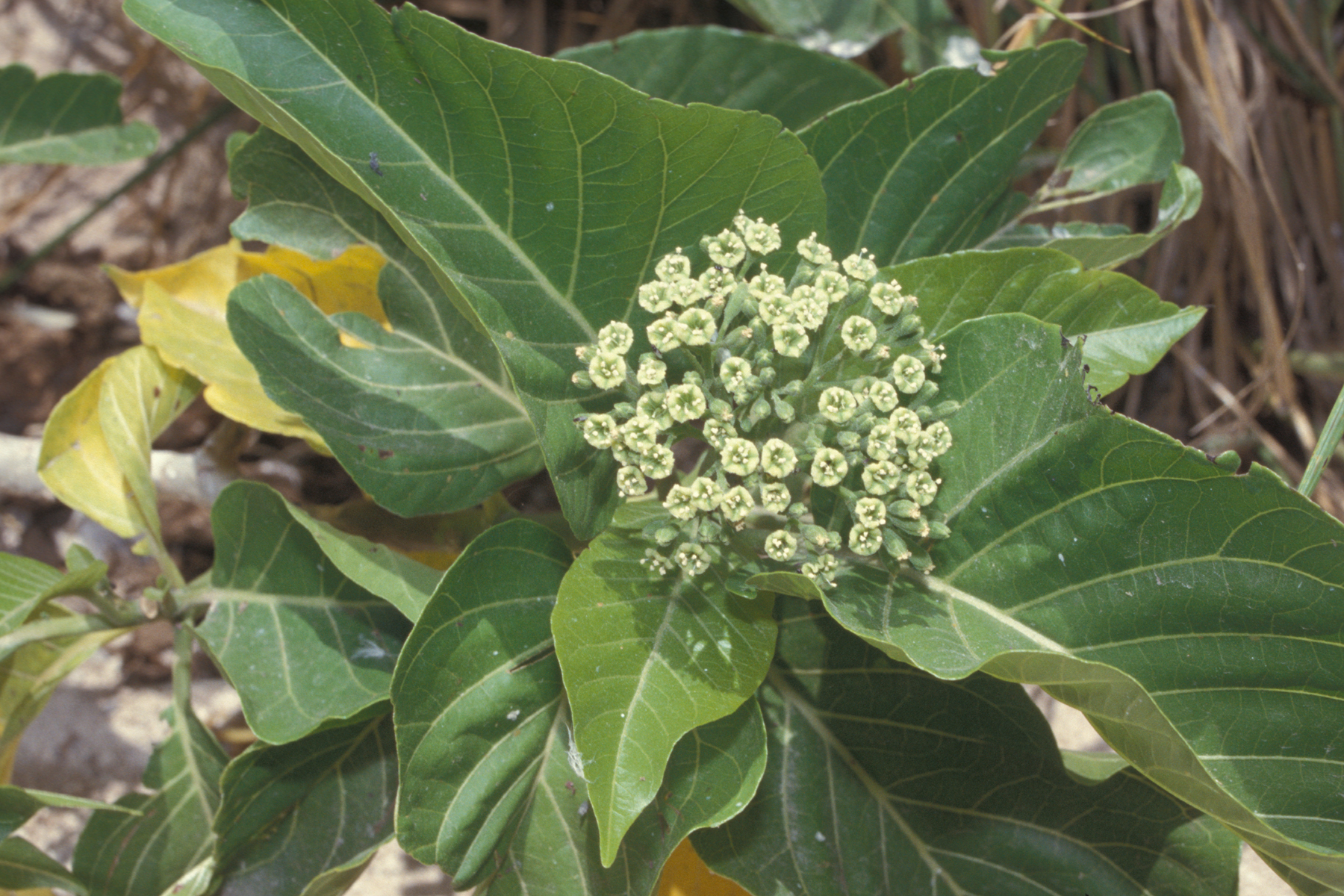
Les forêts de Pisonia grandis couvrent la partie centrale de beaucoup d'îlots.

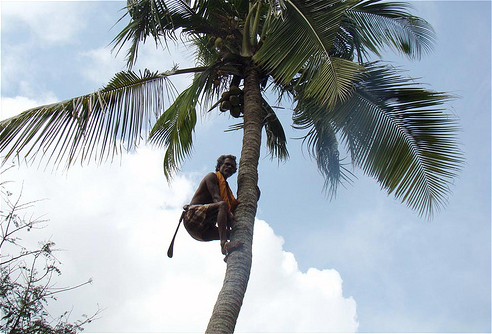
Bien que non originaire de l'île, le cocotier fut implanté sur beaucoup d'îlots en 1920 et parfois plus tôt, notamment pour la culture du coprah. Ils ont aujourd'hui en grande partie disparu.

- Pisonia grandis
- Morinda citrifolia

- Cocos nucifera
- Cordia subcordata
- Pandanus tectorius
- Hibiscus tiliaceus
- Thespesia populnea
- Calophyllum

### Arbustes

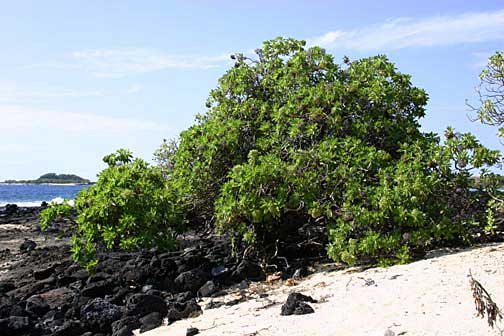
Gros buissons dHeliotropium foertherianum présents sur beaucoup d'îlots de l'île du Millénaire.

- Heliotropium foertherianum
- Suriana maritima
- Ximenia americana
- Scaevola taccada

### Herbes
- Heliotropium anomalum
- Boerhavia repens
- Portulaca lutea
- Laportea ruderalis
- Achyranthes canscens
- Lepturus repens
- Phymatosorus scolopendria
- Ipomoea macrantha
- Tacca leontopetaloides
- Psilotum nudum
- Phyllanthus amarus
- Tribulus cistoides
- Sida fallax
- Lepidium bidentatum
- Ipomoea violacea

## Faune

### Oiseaux de mer nichant

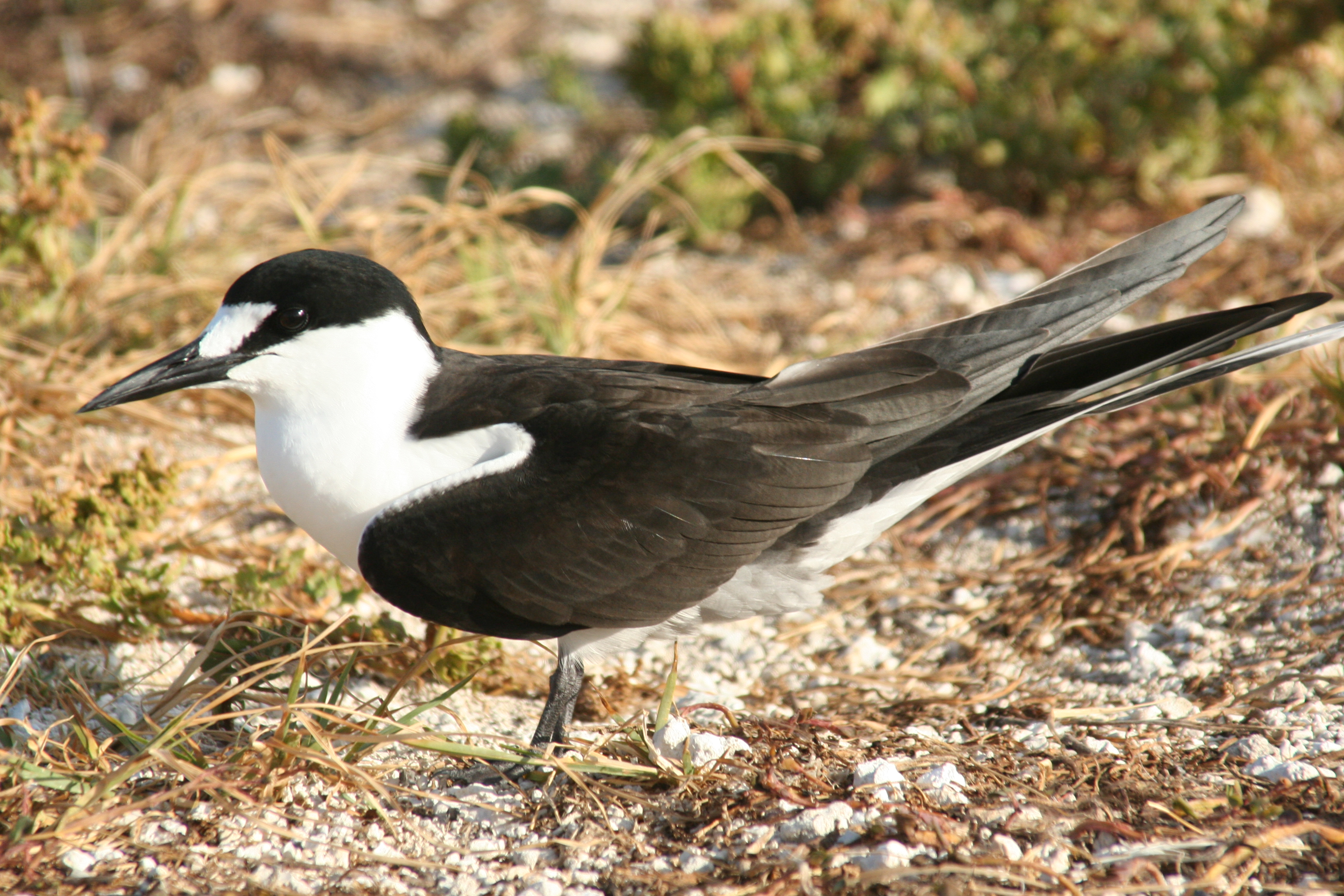
L'île du Millénaire est un site majeur pour le nichage de la sterne fuligineuse.

- Sterne fuligineuse (Onychoprion fuscata)
- Frégate du Pacifique (Fregata minor)
- Fou masqué (Sula dactylatra)
- Fou brun (Sula leucogaster)
- Fou à pieds rouges (Sula sula)
- Frégate ariel (Fregata ariel)
- Noddi brun (Anous stolidus)
- Noddi noir (Anous minutus)
- Sterne blanche (Gygis alba)
- Phaéton à brins rouges (Phaethon rubricauda) (Kepler)
- Noddi bleu (Procelsterna cerulea) (Kepler)

### Autres oiseaux
- Pluvier fauve (Pluvialis fulva)

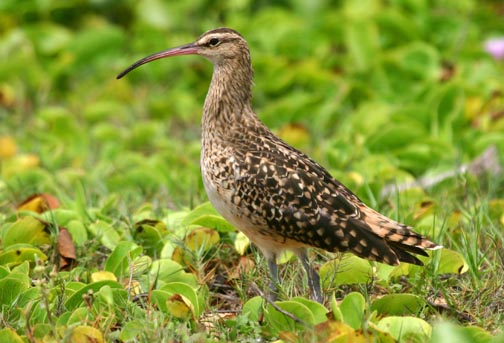
Le courlis d'Alaska fait partie des espèces vulnérables de passage sur l'île du Millénaire.

- Courlis d'Alaska (Numenius tahitiensis)
- Chevalier errant (Heteroscelus incanum)
- Coucou de Nouvelle-Zélande (Eudynamis taitensis)
- Aigrette sacrée (Egretta sacra) (Kepler)
- Pluvier bronzé (Pluvialis dominica) (Kepler)
- Tournepierre à collier (Arenaria interpres) (Kepler)
- Bécasseau sanderling (Crocethia alba) (Kepler)

### Lézards
- Lepidodactylus lugubris (Kepler)
- Gehyra oceanica (Kepler)

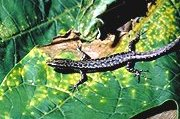
Six espèces de lézards dont le Cryptoblepharus poecilopleurus ont été observées sur l'île du Millénaire.

- Cryptoblepharus poecilopleurus (Kepler)
- Lipinia noctua (Kepler)
- Emoia cyanura (Kepler)
- Emoia impar (Kepler)

### Mammifères
- Rat polynésien (Rattus exulans) (Kepler)
- Grand dauphin de l'océan Indien (Tursiops gilli) (Kepler)

### Tortues

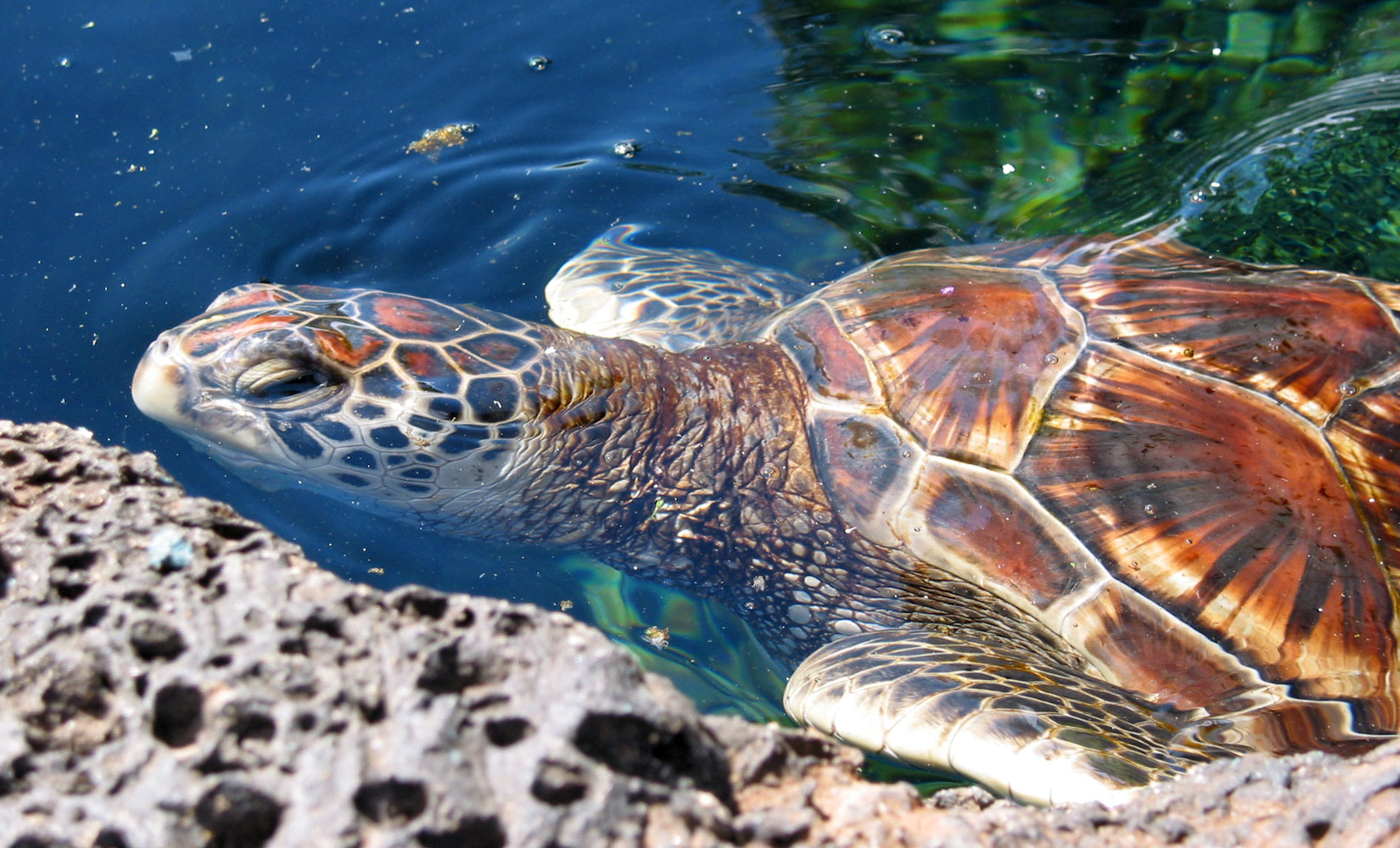
La tortue verte pond ses œufs sur les plages de l'île du Millénaire.

- Tortue verte (Chelonia mydas)

### Crabes
- Crabe de cocotier (Birgus largo)
- Carpilius maculatus (Kepler)
- Coenobita perlatus (Kepler)

### Polychètes
- Serpula tetratropia[1]